# Saint-Michel-de-Plélan
Saint-Michel-de-Plélan è un comune francese di 307 abitanti situato nel dipartimento delle Côtes-d'Armor nella regione della Bretagna.

## Società

### Evoluzione demografica
Abitanti censiti